# Kibworth Harcourt
Kibworth Harcourt är en ort och civil parish i Storbritannien.   Den ligger i grevskapet Leicestershire och riksdelen England, i den södra delen av landet, 130 km nordväst om huvudstaden London. Kibworth Harcourt ligger 120 meter över havet och antalet invånare är 4 895.
Terrängen runt Kibworth Harcourt är platt, och sluttar söderut. Runt Kibworth Harcourt är det ganska tätbefolkat, med 116 invånare per kvadratkilometer. Närmaste större samhälle är Leicester, 14,0 km nordväst om Kibworth Harcourt. Trakten runt Kibworth Harcourt består till största delen av jordbruksmark.